# إدموند روز
إدموند روز (بالألمانية: Edmund Rose)‏ هو طبيب عيون وجراح ألماني، ولد في 10 أكتوبر 1836 في برلين في ألمانيا، وتوفي بنفس المكان في 31 مايو 1914.